# محاولتا الانقلاب في فنزويلا عام 1992
هدفت محاولتا الانقلاب الفنزويليتان عام 1992 إلى السيطرة على الحكومة الفنزويلية من قبل الحركة الثورية البوليفارية-200 بقيادة هوغو تشافيز. حدثت محاولة الانقلاب الأولى في الرابع من فبراير عام 1992 بقيادة تشافيز. حدثت محاولة انقلاب ثانية في السابع والعشرين من نوفمبر حين كان تشافيز في السجن، وأدارتها مجموعة من الضباط العسكريين الشباب الموالين للحركة الثورية البوليفارية-200.
استهدفت محاولتا الانقلاب الرئيس الفنزويلي كارلوس أندريس بيريز، وحدثتا في فترة اتسمت بالإصلاحات الاقتصادية النيوليبرالية، والتي هدفت إلى خفض مستوى مديونية البلاد وسببت احتجاجات واسعة وقلقًا عماليًا. على الرغم من فشلها في إسقاط حكومة كارلوس أندريس، نجحت محاولات فبراير الانقلابية في وضع تشافيز محط الأنظار على الصعيد الوطني. أسفر القتال خلال محاولتي الانقلاب إلى مقتل 143 شخص، وقد يصل العدد الحقيقي للضحايا إلى عدة مئات.
على الرغم من عدم وجود تأكيد رسمي، افترضت الكثير من المصادر مشاركة السلطات الكوبية وتسهيلها للجهود الرامية إلى تحقيق الانقلاب. ذكر المحلل برايان لاتيل الذي يعمل في وكالة الاستخبارات المركزية الأمريكية (سي آي إيه) أن وكالة الاستخبارات الكوبية قد تكون استخدمت تشافيز من أجل تحقيق السيطرة الاستراتيجية على فنزويلا واحتياطها النفطي. من وجهة نظر لاتيل، إما أن تكون إدارة المخابرات العامة الكوبية قد وظفت تشافيز كعميل، أو أنها قدمت الدعم الضروري لمخططاته الانقلابية.
يدعي لاتيل أن كوبا شاركت مسبقًا في عمليات هادفة إلى زعزعة استقرار فنزويلا من خلال تقديم الدعم للميليشيات المسلحة في ستينيات القرن العشرين. تبعًا للجنرال كارلوس خوليو بينيالوزا، علم كل من كاسترو ورفائيل كالديرا الرئيس اللاحق لفنزويلا بأمر خطة تشافيز الانقلابية. يدعي البعض أن كاسترو أرسل عملاءه إلى الرئيس بيريز لإقناعه بعدم وجود خطر انقلاب. بعد الانقلاب، كان من المفترض أن يتولى كالديرا -الذي كان عرضة لخداع كاسترو وتشافيز- رئاسة البلد بعد إزاحة بيريز من منصبه.

## خلفية تاريخية
كانت فنزويلا تتمتع بالاستقرار الديمقراطي منذ عام 1958، بالإضافة إلى درجة لا بأس بها من الازدهار الاقتصادي. ازداد هذا الازدهار بشكل ملحوظ في سبعينيات القرن العشرين، عندما شهدت أسعار النفط ارتفاعًا كبيرًا، وحصلت فنزويلا -باعتبارها مصدرًا كبيرًا للبترول- على واردات مالية كبيرة، ما رفع الدخل الوسطي للفرد بنسبة 40%. شهدت فنزويلا تحولًا نحو الحداثة وسجل معدل الدخل الوسطي للفرد أعلى قيمة في تاريخه، في حين وصل سعر صرف العملة إلى 4 بوليفارات مقابل الدولار الأمريكي.
لكن وفي ثمانينيات القرن العشرين، رفعت الدول النفطية الأخرى (المملكة العربية السعودية على وجه الخصوص) من إنتاجها، وانهارت أسعار النفط. تدنت واردات فنزويلا النفطية بشكل كبير، وتراجع الدخل الوسطي للفرد بنسبة 25%. مثل هذا التحول تهديدًا للاستقرار الاقتصادي والاجتماعي بشكل عام. أدى الإنفاق الحكومي المفرط وغير المدروس إلى ازدياد الديون وتراكمها، مع ارتفاع نسبة الفقر وتسارع التضخم الاقتصادي والبطالة مقابل تراجع الواردات المالية. انتشر الفساد أيضًا على نطاق واسع مع ازدياد معدلات الجرائم عامًا بعد عام، الأمر الذي أثار غضب الشعب الفنزويلي، وخصوصًا الطبقة الفقيرة التي شعرت بأنها أصبحت منسية.
عرض صندوق النقد الدولي مساعدة فنزويلا على سداد هذه الديون، لكن ذلك كان بشرط إجراء البلاد إصلاحات اقتصادية متعلقة بالموازنة بهدف سد العجز المالي. في عام 1989، أدخل الرئيس بيريز هذه السياسات النيوليبرالية حيز التنفيذ، مخفضًا الإنفاق الاجتماعي والدعم الحكومي للكثير من السلع، كما ألغى تحكم الحكومة في سعر عدد من البضائع التي لطالما كان سعرها ثابتًا بسبب سياسات تثبيت الأسعار. أثقلت هذه السياسات كاهل غالبية سكان فنزويلا التي كانت تنتمي إلى الطبقة العاملة والطبقة الفقيرة. وصل الغضب الشعبي إلى حد الانفجار في أحداث «كاراكازو» التي بدأت في السابع والعشرين من فبراير عام 1989.

### أصول الانقلابيين
كان الكثير من المشاركين في المحاولات الانقلابية من أنصار الحزب الثوري الفنزويلي (بارتيدو دي لا ريفوليوسيون فينيثولانا) في سبعينيات القرن العشرين. أنشأ هذا الحزبَ الناشط الشيوعي السابق والمقاتل الثوري دوغلاس برافو، والذي حاول اختراق القوات المسلحة الفنزويلية للوصول إلى السلطة بعد أن فشل في إجراء تمرد مسلح. وهكذا بدأ التحضير للانقلاب قبل إعادة انتخاب بيريز رئيسًا عام 1988 بأكثر من عشر سنوات.
رفض منظمو الانقلاب الإجماع السياسي العام لفنزويلا، والمعروف باسم اتفاقية بونتو فيخو (بونتوفيخيزمو)، والتي تمت عام 1958. في ظل هذه الاتفاقية، تقاسم السلطة السياسية حزبان سياسيان هما حزب العمل الديمقراطي وحزب كوباي، والذين رآهما الانقلابيون مجرد ذراعين لإدارة عميلة للإمبريالية.
أسس المقدم في الجيش الفنزويلي هوغو تشافيز فرياس الحركة الثورية البوليفارية 200 (إم بي آر-200) عام 1982، ثم انضم إليه فرنسيسكو أرياس كارديناس. استخدم مؤسسو الحركة البطل الثوري الفنزويلي سيمون بوليفار كرمز لمجموعتهم. تذمرت المجموعة بشكل أساسي من فساد كارلوس أندريس بيريز، بالإضافة إلى الصعوبات الاقتصادية والاضطراب الاجتماعي المنتشر في البلاد. رأى هذان الرجلان أن تغيير النظام السياسي بالكامل كان ضروريًا من أجل إحداث تغيير اجتماعي.
في فبراير عام 1989 قبل أحداث كاراكازو بفترة قصيرة، نشر الرئيس الكوبي فيديل كاسترو عددًا من الجواسيس النائمين في فنزويلا من أجل نشر الفوضى. مع دخول كوبا في فترة من الاضطراب السياسي والأمني، إضافة إلى الأزمة الاقتصادية الناتجة عن سياسة بيريسترويكا (إعادة الهيكلة) السوفييتية، يدعي البعض أن كاسترو رغب في تحويل فنزويلا إلى دولة حليفة من أجل الحصول على تمويل من أرباحها النفطية. مع حدوث ثورات عام 1989 في الاتحاد السوفييتي، يُعتقد أن كاسترو بدأ في التخطيط لانقلاب في أواخر ذلك العام باستخدام العناصر النائمة ذاتها التي ساهمت بشكل غير مباشر في أحداث كاراكازو. يذكر الضابط الفنزويلي أورلاندو مدريز بنيتيز أن كاسترو -الذي يُعتقد أنه واحد من العقول المدبرة الأساسية لهذا الحراك- استخدم تشافيز كواجهة للحراك المدني العسكري بغية تجنب ردة فعل انتقامية من الولايات المتحدة الأمريكية.

## ردة الفعل الحكومية
تذكر التقارير أن عملاء الحكومة قتلوا 40 شخصًا على الأقل من المدنيين والمقاتلين المستسلمين في سياق عملية قمع الانقلاب، كان ذلك إما على شكل إعدامات ميدانية أو نتيجة الاستخدام المفرط للقوة. وصلت عمليات الاعتقال التعسفي إلى المئات، واستمرت لفترة من الزمن بهد انتهاء الأحداث، كما شملت قادة الحركات الطلابية والقادة المدنيين الذين لم تربطهم علاقة بمدبري محاولتي الانقلاب. إضافة إلى ذلك، أُوقفت حرية التعبير لمدة شهرين بعد حادثة فبراير وثلاثة أسابيع بعد حادثة نوفمبر مع تطبيق رقابة مشددة على الإعلام. قوبلت سلسلة من الاحتجاجات التي حدثت في مارس وأبريل، وطالبت باستقالة الرئيس بيريز واستعادة الضمانات الدستورية بالعنف من طرف السلطة، والذي شمل إطلاق النار العشوائي من قبل عناصر الشرطة على المظاهرات الشعبية ما أدى إلى مقتل ثلاثة عشر شخصًا. تعرض عدد من الصحفيين المكلفين بتغطية الاحتجاجات الفنزويلية إلى إصابات خطرة.
خضع المشاركون في محاولة انقلاب شهر فبراير إلى المحاكمة تبعًا للقانون الجزائي العسكري المعروف. لكن وفي رد على محاولة الانقلاب الثانية في نوفمبر، أنشأت الحكومة محاكم عرفية خاصة معتمدة على قوانين عام 1938 التي أقرها الرئيس السابق العازار لوبيز كونتريراس، وذلك قبل 20 سنة من التحول إلى الديمقراطية. أعلنت المحكمة العليا للبلاد عدم دستورية هذه المحاكم، لكن ذلك لم يكن بسبب الإخلال في مبدأ مصونية الحقوق الذي أخضع هذه المحاكم للنقد منذ البداية. بدلًا من ذلك وجدت المحكمة أن الرئيس كان قد نسي تعليق الحقوق الدستورية ذات الصلة (مثل الحق في الدفاع والحكم في الخضوع لمحاكمة يرأسها القاضي المناسب لكل شخص).